# كأس الاتحاد الإفريقي
كأس الاتحاد الإفريقي (بالإنجليزية: CAF Cup)‏ هي بطولة قارية سنوية في رياضة كرة القدم كان ينظمها الاتحاد الإفريقي لكرة القدم، بدأت سنة 1992 حيث كانت تضم الأندية وصيفة الدورى العام في دول قارة أفريقيا وكانت البطولة الثالثة للأندية بعد دوري أبطال أفريقيا (بالإنجليزية: Caf Champions League)‏ وكأس إفريقيا للأندية الفائزة بالكؤوس (بالإنجليزية: African Cup Winners' Cup)‏ ولكن عام 2003 قرر الاتحاد الافريقى إلغاء هذة البطولة وتغيير اسم ونظام كأس إفريقيا للأندية الفائزة بالكؤوس. بحيث تضم الأندية الفائزة بالكؤوس في بلدانها إلى جانب (ثالث الدورى العام من أفضل إثني عشر دولة إفريقية علي مستوي الأندية). علي أن تأخذ اسم كأس الاتحاد الكونفدرالي الإفريقي لكرة القدم للأندية (بالإنجليزية: CAF Confederation Cup)‏ فهي البطولة رقم 2 في القارة وبطلها يلعب كأس السوبر الأفريقي ضد بطل دوري أبطال أفريقيا.و قام بدمج بطولتي كأس الكؤوس الإفريقية (القديمة) وكأس الكونفيدرالية الإفريقية (البطولة الجديدة) في موقعة......

- ولكون كأس الكونفيدرالية الإفريقية (بالإنجليزية: CAF Confederation Cup)‏ (البطولة الجديدة) تأخذ اسم كأس الاتحاد الإفريقي (بالإنجليزية: Caf Cup)‏ (البطولة القديمة الملغاة موضوع هذة المقالة) يقع الكثيرون في خطأ أن بطولة واحدة هي التي ألغيت وهي أبطال الكأس وهذا خطأ شائع وللأسف بين كبار الصحفيين والمعلقين العرب فالواقع أن البطولتين ألغيتا وحل محلهما بطولة جديدة تأخذ اسم كأس الاتحاد وامتداد أبطال الكأس، وهذا كلام الدكتور/فيكان جيزميزيان سكرتير العلاقات العامة والإعلام بالاتحاد الإفريقي لكرة القدم.
- بمعنى أخر أن الاتحاد الإفريقي قرر إلغاء أضعف بطولاته وهي (كأس الاتحاد) وتقوية الأخرى (أبطال الكأس) وأراد الإبقاء علي إسمة علي إحدى بطولاته فألغى كأس الاتحاد وأعطى اسمها لأبطال الكأس.[3][4]

## الأندية الفائزة

### الإحصائيات
| النادي          | عدد مرات الفوز | عدد مرات الوصافة | سنوات الفوز      |
| --------------- | -------------- | ---------------- | ---------------- |
| شبيبة القبائل   | 3              | 0                | 2000، 2001، 2002 |
| النجم الساحلي   | 2              | 2                | 1995، 1999       |
| شوتينغ ستارز    | 1              | 0                | 1992             |
| ستيلا أبيدجان   | 1              | 0                | 1993             |
| بيندل إنشورانس  | 1              | 0                | 1994             |
| الكوكب المراكشي | 1              | 0                | 1996             |
| الترجي          | 1              | 0                | 1997             |
| الصفاقسي        | 1              | 0                | 1998             |
| الرجاء          | 1              | 0                | 2003             |

### الفائزين بكأس الاتحاد الإفريقي للأندية
| العام | الفائز          | الوصيف          | المباراتين النهائيتين |
| ----- | --------------- | --------------- | --------------------- |
| 1992  | شوتينغ ستارز    | ناكيفوبو فيلا   | 0-0 و3-0              |
| 1993  | ستيلا أبيدجان   | سيمبا           | 0-0 و2-0              |
| 1994  | بيندل إنشورانس  | بريميرو دي مايو | 0-1 و3-0              |
| 1995  | النجم الساحلي   | نادي كالوم ستار | 0-0 و2-0              |
| 1996  | الكوكب المراكشي | النجم الساحلي   | 1-3 و2-0              |
| 1997  | الترجي          | بيترو أتليتيكو  | 0-1 و2-0              |
| 1998  | الصفاقسي        | جان دارك        | 0-1 و3-0              |
| 1999  | النجم الساحلي   | الوداد          | 0-1 و1-2              |
| 2000  | شبيبة القبائل   | الإسماعيلي      | 1-1 و0-0              |
| 2001  | شبيبة القبائل   | النجم الساحلي   | 1-2 و1-0              |
| 2002  | شبيبة القبائل   | تونير ياوندي    | 0-4 و0-1              |
| 2003  | الرجاء          | القطن           | 2-0 و0-0              |